# Liziteja (luna)
Liziteja (grško Λυσιθέα: Lisitéa) je Jupitrov naravni satelit. Spada med Jupitrove lune s progradnim gibanjem. Spada v Himalijino skupino Jupitrovih lun. 
Luno Lizitejo je leta 1938 odkril Seth Barnes Nicholson na Observatoriju Mount Wilson . Ime je dobila leta 1975 po Liziteji iz grške mitologije, ki je bila hči Okeana in ena izmed Zevsovih ljubic. Pred tem je bila luna znana kot Demetra oziroma kot Jupiter  X.
Luna Liziteja obkroži Jupiter v malo več kot 259 dneh po tirnici, ki je zelo nagnjena (25,77 °) na ravnino Jupitrovega ekvatorja. Njena gostota je velika (2,6 g/cm3), kar kaže da je sestavljena iz kamnin. Površina lune je precej temna, albedo je 0,04.